# Gorre British and Indian Cemetery
Le Gorre British and Indian Cemetery est un cimetière de la Première Guerre mondiale situé à Beuvry dans le département français du Pas-de-Calais. Le cimetière est entretenu par la Commonwealth War Graves Commission. 

## Sépultures
| Pays           | Sépultures |
| -------------- | ---------- |
| Royaume-Uni    | 830        |
| Australie      | 1          |
| Afrique du Sud | 2          |
| Inde           | 96         |
| Allemagne      | 8          |
| France         | 1          |
| Total          | 938        |

## Pour approfondir